# 聖克里斯托旺
聖克里斯托旺（葡萄牙語：São Cristóvão）是位於巴西塞爾希培州的一座城市，是巴西國內歷史第四久的城市。其歷史城區中心的圣方济各广场和其鄰接的歷史建築在2010年成為世界文化遺產。聖克里斯托旺市面積43平方公里，2007年有人口71,931人。